# Cumberland 100A
Cumberland 100A är ett reservat i Kanada.   Det ligger i provinsen Saskatchewan, i den centrala delen av landet, 2 300 km väster om huvudstaden Ottawa.
Trakten runt Cumberland 100A består till största delen av jordbruksmark. Trakten runt Cumberland 100A är nära nog obefolkad, med mindre än två invånare per kvadratkilometer.